# The Pandemonium
The Pandemonium és el 16è àlbum del grup de música heavy metal Loudness, publicat el 2001.

## Cançons
1. Ya Stepped on a Mine 3:44
2. Bloody Doom 5:56
3. The Pandemonium 4:34
4. Vision 4:57
5. What's the Truth? 4:08
6. Suicide Doll 6:45
7. Chaos 4:47
8. The Candidate 5:09
9. Real Man 6:04
10. Inflame 4:41
11. Snake Venom 4:56

## Formació
- Masaki Yamada: Veus
- Akira Takasaki: Guitarra
- Naoto Shibata: Baix
- Hirotsugu Homma: Bateria